# فهرست فیلم‌های اصلی دیزنی پلاس
این فهرستی از فیلم‌های اصلی و ویژهٔ دیزنی پلاس (به انگلیسی: Disney+ Original Films) است که به عنوان ارائه‌دهنده جهانی استریم اینترنتی بر اساس تقاضا متعلق به توزیع رسانه و سرگرمی دیزنی است و تعدادی برنامه اصلی را توزیع می‌کند که شامل سریال‌های اصلی، ویژه‌ها، مینی‌سریال‌ها، مستندها و فیلم‌ها می‌شود.
تمام فیلم‌های فهرست‌شده توسط والت دیزنی پیکچرز تولید می‌شوند مگر اینکه خلاف آن ذکر شده باشد.

## فیلم‌های اصلی

### فیلم‌های بلند
| عنوان                                 | ژانر                               | تاریخ انتشار    | استودیو                                                                            |
| ------------------------------------- | ---------------------------------- | --------------- | ---------------------------------------------------------------------------------- |
| بانو و ولگرد                          | موزیکال عاشقانه                    | ۱۲ نوامبر ۲۰۱۹  | - والت دیزنی پیکچرز - تیلور مید                                                    |
| نوئل                                  | کمدی فانتزی                        | ۱۲ نوامبر ۲۰۱۹  | والت دیزنی پیکچرز                                                                  |
| توگو                                  | درام ماجراجویی                     | ۲۰ دسامبر ۲۰۱۹  | والت دیزنی پیکچرز                                                                  |
| تیمی فیلر: اشتباهاتی انجام شدند       | کمدی                               | ۷ فوریه ۲۰۲۰    | - والت دیزنی پیکچرز - اتالون فیلمز - سلو پونی پیکچرز - ویتیکر انترتینمنت           |
| دختر ستاره‌ای                          | درام عاشقانه جوک‌باکس موزیکال       | ۱۳ مارس ۲۰۲۰    | - والت دیزنی پیکچرز - گاتم گروپ - هاهنسکپ انترتینمنت                               |
| آرتمیس فاول                           | فانتزی ماجراجویی                   | ۱۲ ژوئن ۲۰۲۰    | - والت دیزنی پیکچرز - مرزنو فیلمز                                                  |
| همیلتون                               | موزیکال                            | ۳ ژوئیه ۲۰۲۰    | - والت دیزنی پیکچرز - لین-منوئل میرندا - نویس پروداکشنز - توماس کیل - رادیکال مدیا |
| سیاه پادشاه است                       | موزیک ویدئو                        | ۳۱ ژوئیه ۲۰۲۰   | - والت دیزنی پیکچرز - پارکوود انترتینمنت                                           |
| کمپ جادویی                            | کمدی کودکان                        | ۱۴ اوت ۲۰۲۰     | - والت دیزنی پیکچرز - سوزان تاد                                                    |
| ایوان منحصربه‌فرد                      | درام فانتزی                        | ۲۱ اوت ۲۰۲۰     | - والت دیزنی پیکچرز - آنجلینا جولی                                                 |
| فیلم فینیس و فرب: کندیس در برابر جهان | کمدی پویانمایی موزیکال ماجراجویی   | ۲۸ اوت ۲۰۲۰     | انیمیشن تلویزیونی دیزنی                                                            |
| انجمن مخفی خانواده‌های سلطنتی ثانویه   | ابرقهرمانی                         | ۲۵ سپتامبر ۲۰۲۰ | - گالفستریم پیکچرز - مپل پلاس پروداکشنز                                            |
| ابرها                                 | درام موزیکال                       | ۱۶ اکتبر ۲۰۲۰   | - برادران وارنر پیکچرز - ویفرر استودیو - مد چنس پروداکشنز                          |
| زیبای سیاه                            | درام                               | ۲۷ نوامبر ۲۰۲۰  | - کنستانتین فیلم - جی‌بی پیکچرز - بولت پیکچرز - مون‌لایتینگ فیلمز                    |
| مادرخوانده                            | کمدی فانتزی                        | ۴ دسامبر ۲۰۲۰   | - والت دیزنی پیکچرز - منتکیتو پیکچرز کمپانی                                        |
| ایمنی                                 | درام ورزشی                         | ۱۱ دسامبر ۲۰۲۰  | - والت دیزنی پیکچرز - میهم پیکچرز - سلکت فیلمز                                     |
| روح                                   | کمدی-درام پویانمایی                | ۲۵ دسامبر ۲۰۲۰  | - والت دیزنی پیکچرز - پیکسار                                                       |
| فلور و اولیس                          | کمدی کودکان                        | ۱۹ فوریه ۲۰۲۱   | - والت دیزنی پیکچرز - نتر پروداکنشز                                                |
| لوکا                                  | کمدی فانتزی پویانمایی داستان بلوغ  | ۱۸ ژوئن ۲۰۲۱    | - والت دیزنی پیکچرز - پیکسار                                                       |
| تنها در خانه                          | کمدی کودکان                        | ۱۲ نوامبر ۲۰۲۱  | - استودیو قرن بیستم - هاچ پارکر انترتینمنت                                         |
| دفترچه خاطرات یک پسربچه بی‌عرضه        | کمدی پویانمایی                     | ۳ دسامبر ۲۰۲۱   | - والت دیزنی پیکچرز - انیمیشن قرن بیستم - باردل انترتینمنت                         |
| عصر یخبندان: ماجراهای باک وایلد       | کمدی پویانمایی ماجراجویی           | ۲۸ ژانویه ۲۰۲۲  | - والت دیزنی پیکچرز - انیمیشن قرن بیستم                                            |
| قرمز شدن                              | کمدی فانتزی پویانمایی داستان بلوغ  | ۱۱ مارس ۲۰۲۲    | - والت دیزنی پیکچرز - پیکسار                                                       |
| ارزانتر از دو جین                     | کمدی                               | ۱۸ مارس ۲۰۲۲    | - والت دیزنی پیکچرز استودیو قرن بیستم                                              |
| بهتر با نیت تا هرگز                   | کمدی-درام موزیکال ماجراجویی        | ۱ آوریل ۲۰۲۲    | والت دیزنی پیکچرز مارک پلت                                                         |
| اسنیکرلا                              | کمدی موزیکال                       | ۱۳ مه ۲۰۲۲      | دیزنی برندد تلویژن جین استارتز پروداکشنز                                           |
| چیپ و دیل: تکاوران نجات               | کمدی لایو اکشن پویانمایی ماجراجویی | ۲۰ مه ۲۰۲۲      | والت دیزنی پیکچرز مندویل فیلمز                                                     |
| در انتظار انتشار                      |                                    |                 |                                                                                    |
| دختر ستاره‌ای هالیوود                  | نوجوانان عاشقانه                   | ۳ ژوئن ۲۰۲۲     | والت دیزنی پیکچرز گاتم گروپ هاهنسکپ انترتینمنت                                     |
| صعود                                  | ورزشی زندگی‌نامه‌ای                  | ۲۴ ژوئن ۲۰۲۲    | والت دیزنی پیکچرز فالیرو هاوس پروداکشنز                                            |
| ترور موزیکال                          | موزیکال                            | ۲۴ ژوئن ۲۰۲۲    | والت دیزنی پیکچرز رادیکال مدیا                                                     |
| زامبی‌ها ۳                             | تئاتر موزیکال                      | ۱۵ ژوئیه ۲۰۲۲   | دیزنی برندد تلویژن                                                                 |
| شعبده‌بازی ۲                           | کمدی ترسناک                        | ۳۰ سپتامبر ۲۰۲۲ | والت دیزنی پیکچرز دیوید کرشنر                                                      |

#### پریمیر اکسس
| عنوان              | ژانر                            | تاریخ انتشار پریمیر اکسس | تاریخ انتشار استاندارد دیزنی + | استودیو                                                       | منبع          |
| ------------------ | ------------------------------- | ------------------------ | ------------------------------ | ------------------------------------------------------------- | ------------- |
| مولان              | فانتزی درام                     | ۴ سپتامبر ۲۰۲۰           | ۴ دسامبر ۲۰۲۰                  | والت دیزنی پیکچرز جیسون تی. رید پروداکشنز گود فیر پروداکشنز   | [ ۱۰ ]        |
| رایا و آخرین اژدها | پویانمایی فانتزی اکشن-ماجراجویی | ۵ مارس ۲۰۲۱              | ۴ ژوئن ۲۰۲۱                    | والت دیزنی پیکچرز استودیو انیمیشن والت دیزنی                  | [ ۱۱ ]        |
| کروئلا             | جنایی کمدی-درام                 | ۲۸ مه ۲۰۲۱               | ۲۷ اوت ۲۰۲۱                    | والت دیزنی پیکچرز گان فیلمز مارک پلت                          | [ ۱۲ ] [ ۱۳ ] |
| بیوه سیاه          | ابرقهرمانی درام                 | ۹ ژوئیه ۲۰۲۱             | ۶ اکتبر ۲۰۲۱                   | مارول استودیوز                                                | [ ۱۲ ] [ ۱۳ ] |
| گشت‌وگذار در جنگل   | فانتزی ماجراجویی                | ۳۰ ژوئیه ۲۰۲۱            | ۱۲ نوامبر ۲۰۲۱                 | والت دیزنی پیکچرز دیویس انترتینمنت بو فلین سون باکس پروداکشنز | [ ۱۴ ] [ ۱۳ ] |

1. 1 2 3  در ابتدا برای اکران در سینما در نظر گرفته شده بود، با اینحال در سرویس بدون برچسب دیزنی پلاس اورجینال به نمایش درآمد.

### مستندها
| عنوان                               | ژانر         | تاریخ انتشار   | استودیو                                           |
| ----------------------------------- | ------------ | -------------- | ------------------------------------------------- |
| یک روز در دیزنی                     | مستند        | ۳ دسامبر ۲۰۱۹  | دیزنی پابلیشینگ اندیور                            |
| صخره دلفین                          | مستند طبیعت  | ۳ آوریل ۲۰۲۰   | دیزنی نیچر سیلوربلک فیلمز                         |
| فیل                                 | مستند طبیعت  | ۳ آوریل ۲۰۲۰   | دیزنی نیچر                                        |
| هاوارد                              | زندگی‌نامه    | ۷ اوت ۲۰۲۰     | دن هان                                            |
| فولکلور: جلسه‌های استودیوی لانگ پاند | موسیقی       | ۲۵ نوامبر ۲۰۲۰ | تیلور سویفت پروداکشنز                             |
| تصاحب ماه                           | کارآفرینی    | ۱۲ مارس ۲۰۲۱   | شبکه نشنال جئوگرافیک شاپ‌فای                       |
| ولفگانگ                             | زندگی‌نامه    | ۲۵ ژوئن ۲۰۲۱   | ساپر کلاب                                         |
| بدلکار                              | مستند        | ۲۳ ژوئیه ۲۰۲۱  | سون باکس پروداکشنز اندیور                         |
| بازی با کوسه‌ها                      | مستند طبیعت  | ۲۳ ژوئیه ۲۰۲۱  | شبکه نشنال جئوگرافیک وایلدبر انترتینمنت           |
| خوشحال‌تر از همیشه                   | کنسرت موسیقی | ۳ سپتامبر ۲۰۲۱ | اینترسکوپ رکوردز دارک‌روم پروداکشنز نکسوس استودیوز |
| فراتر از ربات                       | مستند        | ۱۸ مارس ۲۰۲۲   | لوکاس‌فیلم ساپر کلاب                               |
| خرس قطبی                            | مستند طبیعت  | ۲۲ آوریل ۲۰۲۲  | دیزنی نیچر                                        |
| در انتظار انتشار                    |              |                |                                                   |
| ما به مردم غذا می‌دهیم               | مستند        | ۲۷ مه ۲۰۲۲     | شبکه نشنال جئوگرافیک ایمیجین اینترتیمنت           |

### ویژه
این فیلم‌ها رویدادهای اصلی یکبار مصرف یا محتوای تکمیلی مربوط به فیلم‌های اصلی هستند.
| عنوان                                | ژانر         | تاریخ انشار    | استودیو                                                 |
| ------------------------------------ | ------------ | -------------- | ------------------------------------------------------- |
| غواصی با دلفین‌ها                     | ساخت مستند   | ۳ آوریل ۲۰۲۰   | دیزنی نیچر                                              |
| در رد پای فیل                        | ساخت مستند   | ۳ آوریل ۲۰۲۰   | دیزنی نیچر                                              |
| پنگوئن‌ها: زندگی در لبه               | ساخت مستند   | ۳ آوریل ۲۰۲۰   | دیزنی نیچر                                              |
| جشن موسیقی از کوکو                   | کنسرت موسیقی | ۱۰ آوریل ۲۰۲۰  | ایونت‌ویژن                                               |
| ارائه‌های شکست ناپذیر: همیلتون در عمق | مصاحبه       | ۳ ژوئیه ۲۰۲۰   | نیویس پروداکشنز                                         |
| همیلتون: نگاه تاریخ به شماست         | مصاحبه       | ۱۰ ژوئیه ۲۰۲۰  | - نیویس پروداکشنز - راک ن رابین پروداکشنز               |
| ویژه تعطیلات جنگ ستارگان لگو         | پویانمایی    | ۱۷ نوامبر ۲۰۲۰ | لوکاس‌فیلم                                               |
| ورود قلعه آرندل                      | پویانمایی    | ۱۸ دسامبر ۲۰۲۰ | استودیو انیمیشن والت دیزنی                              |
| دوریز ریف کم                         | پویانمایی    | ۱۸ دسامبر ۲۰۲۰ | پیکسار                                                  |
| داستان‌های وحشتناک جنگ ستارگان لگو    | پویانمایی    | ۱ اکتبر ۲۰۲۱   | لوکاس‌فیلم                                               |
| عمارت متروکه ماپت‌ها                  | عروسک‌گردانی  | ۸ اکتبر ۲۰۲۱   | - ماپت استودیو - سوپ‌باکس                                |
| ساخت خوشحال‌تر از همیشه               | ساخت مستند   | ۱۲ نوامبر ۲۰۲۱ | - اینترسکوپ رکوردز - دارک‌روم پروداکشنز - نکسوس استودیوز |
| قرمز شدن                             | ساخت مستند   | ۱۱ مارس ۲۰۲۲   | پیکسار                                                  |
| بزرگترین مزرعه کوچک: بازگشت          | مستند        | ۲۲ آوریل ۲۰۲۲  | - شبکه نشنال جئوگرافیک - نئون                           |

### پخش زنده
| عنوان                          | ژانر              | تاریخ انتشار | استودیو     |
| ------------------------------ | ----------------- | ------------ | ----------- |
| نود و چهارمین دوره جوایز اسکار | مراسم اهدای جایزه | ۸ فوریه ۲۰۲۲ | ای‌بی‌سی نیوز |

### فیلم‌های کوتاه
| عنوان                                    | ژانر                  | تاریخ انتشار   | استودیو                            |
| ---------------------------------------- | --------------------- | -------------- | ---------------------------------- |
| دنیای سینمایی مارول                      | مستند کوتاه           | ۱۲ نوامبر ۲۰۱۹ | مارول استودیوز                     |
| داستان اسباب‌بازی                         | پویانمایی             | ۳۱ ژانویه ۲۰۲۰ | پیکسار                             |
| روزگار یک آدم‌برفی                        | پویانمایی             | ۲۳ اکتبر ۲۰۲۰  | استودیو انیمیشن والت دیزنی         |
| افسانه: یک داستان یخ‌زده                  | پویانمایی             | ۲۶ فوریه ۲۰۲۱  | استودیو انیمیشن والت دیزنی         |
| ۲۲ در برابر زمین                         | پویانمایی             | ۳۰ آوریل ۲۰۲۱  | پیکسار                             |
| مگی سیمپسون در «نیرو از خوابش برمی‌خیزد»  | پویانمایی             | ۴ مه ۲۰۲۱      | - گارسی فیلمز - تلویزیون قرن بیستم |
| سیمپسون‌ها: خوب، بارت و لوکی              | پویانمایی             | ۷ ژوئیه ۲۰۲۱   | - گارسی فیلمز - تلویزیون قرن بیستم |
| سلام آلبرتو                              | پویانمایی             | ۱۲ نوامبر ۲۰۲۱ | پیکسار                             |
| سیمپسون‌ها و بد بانی: «آخرین تور در جهان» | پویانمایی موزیک ویدئو | ۲۴ دسامبر ۲۰۲۱ | - گارسی فیلمز - تلویزیون قرن بیستم |
| سیمپسون‌ها: وقتی بیلی با لیزا ملاقات کرد  | پویانمایی             | ۲۲ آوریل ۲۰۲۲  | - گارسی فیلمز - تلویزیون قرن بیستم |

## فیلم‌های آینده

### فیلم‌های بلند
| عنوان                                           | ژانر                       | تاریخ انتشار                                      | وضعیت                                   | استودیو                                                                                          |
| ----------------------------------------------- | -------------------------- | ------------------------------------------------- | --------------------------------------- | ------------------------------------------------------------------------------------------------ |
| پینوکیو                                         | موزیکال فانتزی             | سپتامبر ۲۰۲۲                                      | پس‌تولید                                 | والت دیزنی پیکچرز ایمج‌موورز کریس وایتز                                                           |
| افسون‌نزده                                       | موزیکال فانتزی             | اکتبر ۲۰۲۲                                        | پس‌تولید                                 | والت دیزنی پیکچرز جوزفسون انترتینمنت بری ساننفلد                                                 |
| علاءالدین: موزیکال برادوی                       | تئاتر موزیکال فانتزی       | ۲۰۲۲                                              | پس‌تولید                                 | دیزنی تئاتریکال پروداکشنز                                                                        |
| دهانه                                           | علمی تخیلی                 | ۲۰۲۲                                              | پس‌تولید                                 | والت دیزنی پیکچرز لپس انترتینمنت ۲۱                                                              |
| دفترچه خاطرات یک پسربچه بی‌عرضه                  | پویانمایی کمدی             | ۲۰۲۲                                              | پس‌تولید                                 | والت دیزنی پیکچرز باردل انترتینمنت                                                               |
| شب در موزه: کهمونره دوباره برمی‌خیزد             | پویانمایی ماجراجویی کمدی   | ۲۰۲۲                                              | پس‌تولید                                 | استودیو قرن بیستم انیمیشن قرن بیستم ۱۴۹۲ پیکچرز لپس انترتینمنت ۲۱ اتامیک کارتونز علی بابا پیکچرز |
| پیتر پن و وندی                                  | فانتزی ماجراجویی           | ۲۰۲۲                                              | پس‌تولید                                 | والت دیزنی پیکچرز راث/کرشنباوم فیلمز                                                             |
| سه مرد و یک نوزاد                               | کمدی                       | ۲۰۲۲                                              | TBA                                     | والت دیزنی پیکچرز                                                                                |
| پیمان پرام                                      | داستان بلوغ کمدی رمانتیک   | بهار ۲۰۲۳                                         | فیلمبرداری                              | دیزنی برندد تلویژن                                                                               |
| چانگ کان دانک                                   | ورزشی-درام                 | ۲۰۲۳                                              | پس‌تولید                                 | والت دیزنی پیکچرز انترتینمنت وان                                                                 |
| زن جوان و دریا                                  | زندگی‌نامه‌ای درام           | ۲۰۲۳                                              | فیلمبرداری                              | والت دیزنی پیکچرز                                                                                |
| کریس پاول                                       | ورزشی زندگی‌نامه‌ای          |                                                   | در حال توسعه                            | والت دیزنی پیکچرز                                                                                |
| الکساندر و روز وحشتناک، افتضاح، ناگوار، خیلی بد | کودکان                     | والت دیزنی پیکچرز لپس انترتینمنت ۲۱ شرکت جیم هنسن | در حال توسعه                            |                                                                                                  |
| دختر اعماق                                      | فانتزی                     | TBA                                               | در حال توسعه                            |                                                                                                  |
| پدر عروس                                        | کمدی                       | والت دیزنی پیکچرز                                 | در حال توسعه                            |                                                                                                  |
| پرواز مسیریاب                                   | علمی تخیلی کمدی            | والت دیزنی پیکچرز                                 | در حال توسعه                            |                                                                                                  |
| فیلمی از قصه‌های برادران گریم                    | نوجوانان فانتزی کمدی       | والت دیزنی پیکچرز                                 | در حال توسعه                            |                                                                                                  |
| بازسازی رابین هود                               | ماجراجویی کمدی             | در حال توسعه                                      | والت دیزنی پیکچرز                       |                                                                                                  |
| منقبض شده                                       | علمی تخیلی-کمدی            | در حال توسعه                                      | والت دیزنی پیکچرز مندویل فیلمز          |                                                                                                  |
| ترانه‌ای برای یک نهنگ                            | TBA                        | در حال توسعه                                      | والت دیزنی پیکچرز جین استارتز پروداکشنز |                                                                                                  |
| بازسازی کمپ فضایی                               | ماجراجویی کمدی             | در حال توسعه                                      | والت دیزنی پیکچرز                       |                                                                                                  |
| بازسازی شمشیر در سنگ                            | فانتزی کمدی                | در حال توسعه                                      | والت دیزنی پیکچرز                       |                                                                                                  |
| فیلم بدون عنوان دربارهٔ تام سایر                 | داستان بلوغ ماجراجویی درام | در حال توسعه                                      | والت دیزنی پیکچرز                       |                                                                                                  |
| موشک‌زن                                          | ابرقهرمانی                 | پیش‌تولید                                          | والت دیزنی پیکچرز                       |                                                                                                  |
| پروژه بدون عنوان داستان پریان                   | فانتزی                     | در حال توسعه                                      | TBA                                     |                                                                                                  |
| هفتمین فیلم عصر یخبندان                         | پویانمایی ماجراجویی کمدی   | در حال توسعه                                      | استودیو قرن بیستم انیمیشن قرن بیستم     |                                                                                                  |
| فیلم بدون عنوان ریو                             | پویانمایی موزیکال کمدی     | در حال توسعه                                      | استودیو قرن بیستم انیمیشن قرن بیستم     |                                                                                                  |

### برنامه‌های ویژه
| عنوان                                    | ژانر                  | تاریخ انتشار | وضعیت        | استودیو                         |
| ---------------------------------------- | --------------------- | ------------ | ------------ | ------------------------------- |
| برنامهٔ ویژهٔ بدون عنوان ساخت مستند لایت‌یر | ساخت مستند            | میانهٔ ۲۰۲۲   | پس‌تولید      | پیکسار                          |
| گرگینه در شب                             | ابرقهرمانی اکشن       | اکتبر ۲۰۲۲   | پس‌تولید      | مارول استودیوز                  |
| نگهبانان کهکشان ویژه تعطیلات             | ابرقهرمانی کمدی       | دسامبر ۲۰۲۲  | پس‌تولید      | مارول استودیوز                  |
| جنگ ستارگان: داستان دروید                | پویانمایی اپرای فضایی | TBA          | در حال توسعه | - لوکاس‌فیلم - لوکاس‌فیلم انیمیشن |

### پخش‌های زنده
| عنوان                      | ژانر         | تاریخ انتشار | استودیو |
| -------------------------- | ------------ | ------------ | ------- |
| کنسرت بدون عنوان التون جان | کنسرت موسیقی | ۲۰۲۲         | TBA     |

### فیلم‌های کوتاه
| عنوان            | ژانر      | تاریخ انتشار | وضعیت     | استودیو |
| ---------------- | --------- | ------------ | --------- | ------- |
| میکی در یک دقیقه | پویانمایی | ۲۰۲۲         | تکمیل شده | TBA     |